# القوات المكسيكية الخاصة
القوات المكسيكية الخاصة (فيلق القوات الخاصة) هي وحدة القوات الخاصة في الجيش المكسيكي . سابقًا GAFE ( مجموعة Grupo Aeromóvil de Fuerzas Especiales | مجموعة القوات الجوية الخاصة) ، تضم قوات SF فيلق lمكون من ست كتائب؛ واحد هو Fuerza especial de reaccion، وهي وحدة رد سريع، وواحدة مخصصة للواء المظليين بسلاح؛ شعار فرقة SF Corps هو Todo por México (كل شيء من أجل المكسيك). هناك قوات خدمة منتظمة داخل فيلق قوات الأمن الخاصة. فيلق القوات الخاصة للجيش المكسيكي يعادل القوات الخاصة للجيش الأمريكي .

## التاريخ

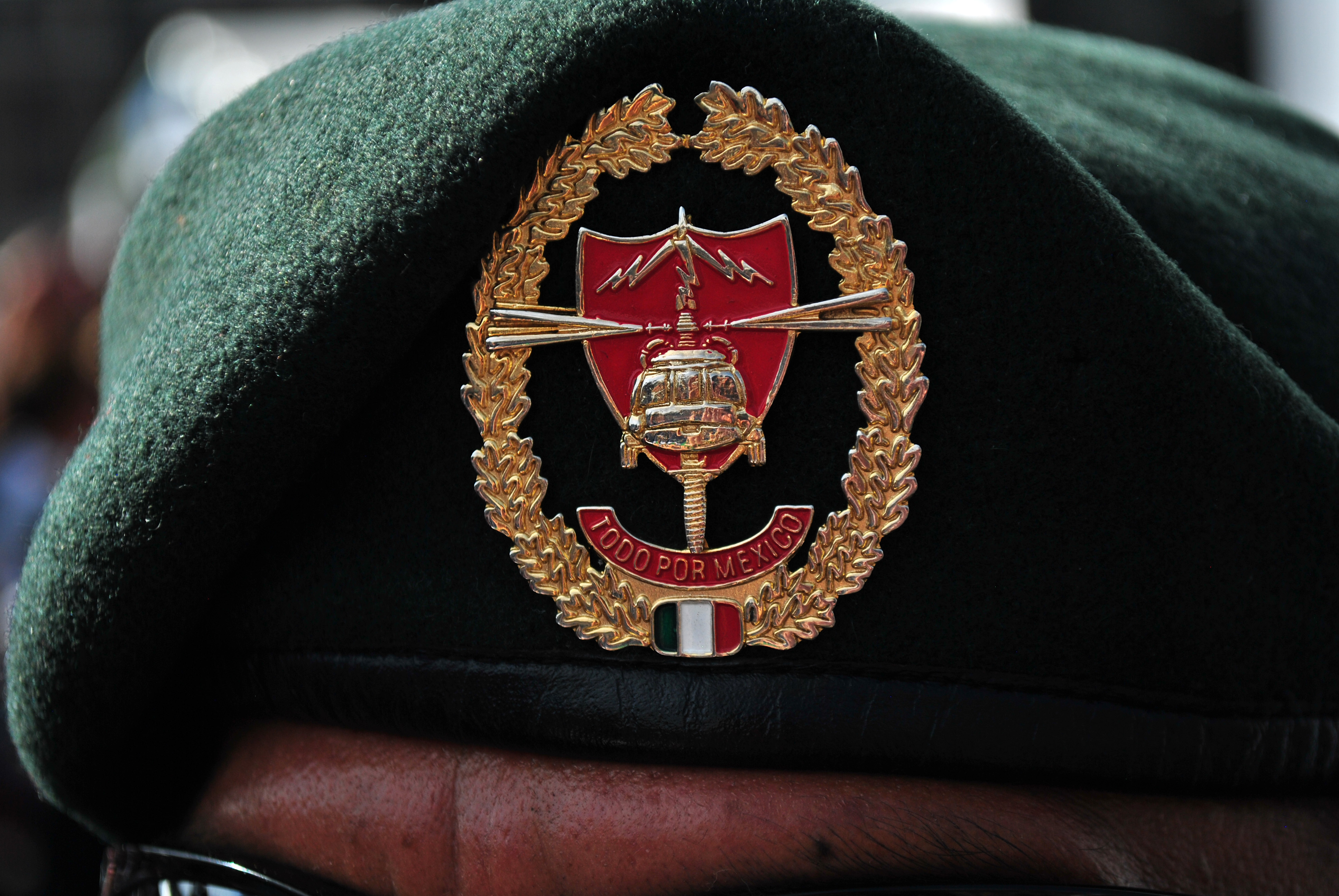
القبعات الخضراء.

بحلول عام 2011، بقي 10 من أصل 34 افراد زيتا هاربين. معظمهم قد قتلوا أو أسروا من قبل الجيش المكسيكي والشرطة الفيدرالية وفيلق القوات الخاصة .